# Anna Karénina
Anna Karénina (ook wel Anna Karénine) is een toneelstuk van Edmond Guiraud in vijf akten en zeven tableaux uit 1906/1907. 

## Toneelstuk
Guiraud schreef zijn toneelstuk op basis van de roman Anna Karenina van Leo Tolstoj. Het toneelstuk beleefde zijn première op 30 januari 1907 in het Théâtre Antoine in Parijs. Voor het toneelstuk zijn 39 acteurs nodig.

## Noorse première
Anne Karénin is de Noorse titel van Leo Tolstojs roman Anna Karenina en dus ook van Guirauds bewerking. Tijdens uitvoeringen in de maanden januari, februari, maart en augustus 1911 werd het toneelstuk met (kennelijk) groot succes uitgevoerd in het Nationaltheatret in Oslo. De componist Johan Halvorsen, tevens muzikaal leider en dirigent van het bijbehorend orkest, koos een aantal muzikale fragmenten ter omlijsting van het toneelstuk. Hij koos muziek van Michail Glinka (Kamarinskaija), Léo Delibes (Slavisch thema en variaties uit Coppélia), Voiczek Ivanovich Hlavác (Twee Russische liederen), Godard (Italiaanse scenes nr. 2), Anton Rubinstein (Romance) en Pjotr Iljitsj Tsjaikovski (begrafenismars uit Hamlet). Zoals vaker schreef hijzelf ook enige muziek ter opvulling. Deze muziek belandde na de uitvoeringen in de grote map manuscripten, die verder nooit uitgewerkt/uitgevoerd werden. De Noorse uitvoeringen vonden plaats onder regie van Halfdan Christensen, Anna werd toen vertolkt door Johanne Dybwad.